# When You’re Gone (singel The Cranberries)
When You’re Gone – singel irlandzkiej grupy rockowej The Cranberries, pochodzący z albumu To the Faithful Departed. Jest to pierwszy utwór tego zespołu, który został zagrany podczas północnoamerykańskiego tournée promującego album „No Need to Argue”.
Piosenka została zagrana pod koniec pogrzebu Dolores O’Riordan w dniu 23 stycznia 2018 roku, po jej nagłej śmierci tydzień wcześniej w Londynie w wieku 46 lat. W tym samym czasie większość irlandzkich stacji radiowych podczas pogrzebu grała ten utwór.

## Lista utworów
Australian/European maxi-single
1. „When You’re Gone” (edit) – 4:33
2. „Free to Decide” (live at Pine Knob, Clarkston, MI, August 18, 1996) – 3:13
3. „Sunday” (live at Pine Knob, Clarkston, MI, August 18, 1996) – 3:22
4. „Dreaming My Dreams” (acoustic – live at Cadena 40 Principales, Madryt, Hiszpania, 31 stycznia 1995) – 4:22
5. „Zombie” (acoustic – live at Cadena 40 Principales, Madryt, Hiszpania, 31 stycznia 1995) – 4:30

North American maxi-single
1. „When You’re Gone” (edit) – 4:30
2. „Free to Decide” (album version) – 4:24
3. „Free to Decide” (live at Pine Knob, Clarkston, MI, 18 sierpnia 1996) – 3:20
4. „Cordell” – 3:39
5. „Zombie” (MTV Unplugged, Brooklyn Academy of Music, New York, 14 lutego 1995) – 4:53
6. „Zombie” (A Camel’s Hump Remix) – 7:56
7. Screensaver (multimedia)

European 2-track single
1. „When You’re Gone” (edit) – 4:33
2. „I’m Still Remembering” (acoustic – live at Cadena 40 Principales, Madryt, Hiszpania, 31 stycznia 1995) – 4:32

North American 2-track single
1. „When You’re Gone” – 4:55
2. „Free to Decide” – 4:24

CD promo
1. „When You’re Gone” (edit) – 4:29
2. „When You’re Gone” – 4:55